# 西田陽一
西田 陽一（にしだ よういち、1976年 - ）は、日本の実業家・戦略コンサルタント。
株式会社陽雄 代表取締役社長。
日本クラウゼヴィッツ学会副会長。戦略研究学会会員。一般財団法人日本国際政治学会会員。国際安全保障学会会員。明治大学講師（リバティアカデミー）。
防衛大学校講師（部外）。航空自衛隊幹部学校部外講師（指揮幕僚課程）。陸上自衛隊幹部学校部外講師（幹部高級課程）。海上自衛隊部外講師（航空学生課程・防衛学国防論担当）。予備自衛官。

## 経歴
北海道札幌市出身。ワシントン州立大学経済学部卒業。

## 出版

### 単著
- 『戦略思想史入門—孫子からリデルハートまで』[7][8] ちくま新書、2021年、ISBN 4480074430, 978-4480074430

### 共著
- 『「失敗の本質」と戦略思想—孫子・クラウゼヴィッツで読み解く日本軍の敗因』[9]（杉之尾宜生共著）、ちくま新書、2019年、ISBN 4480072780, 978-4480072788
- 『戦略古典の本質　孫子がわかれば、中国がわかる』（杉之尾宜生共著）、ダイヤモンド社、2013年、ISBN 4478025827, 978-4478025826

### 共訳
- マイケル・I・ハンデル 『米陸軍戦略大学校テキスト　孫子とクラウゼヴィッツ』 （杉之尾宜生共訳）、日本経済新聞出版社、2012年、ISBN 978-4-532-16843-8
- マイケル・I・ハンデル 『米陸軍戦略大学校テキスト　孫子とクラウゼヴィッツ』 （杉之尾宜生共訳）、日経ビジネス人文庫、2017年、ISBN 4532198356, 978-4532198350

### 協力
- 『新版 面白いほどわかる孫子の兵法（学校で教えない教科書）』（杉之尾宜生 監修）日本文芸社、2013年、ISBN 4537260297, 978-4537260298

### 論文
- 「『孫子』兵法の戦略と安全保障」『海外事情』（拓殖大学海外事情研究所、2017年4月）
- 「クラウゼヴィッツ『戦争論』でウクライナ戦争を考える」『戦略研究33』（戦略研究学会機関誌（査読付き論文）、2023年10月、ISBN 978-4-8295-0868-8）

### 寄稿・書評
- 「YS-54に参加して」（防衛省陸上幕僚監部人事教育部人事教育計画課予備自衛官室『POWER RESERVE』2008年4月1日発行）
- 「時代超える戦略の本質（『新訂 孫子』）」（産経新聞 読書面「この本と出会った」2022年2月6日掲載）
- 「今村伸哉監修、小堤盾・三浦一郎編『近現代軍事戦略家辞典――マキャヴェリからクラウゼヴィッツ、 リデル・ハートまで――』」（戦略研究学会機関誌『戦略研究33』、2023年10月、ISBN 978-4-8295-0868-8）
- 「奥山真司著『新しい戦争の時代の戦略的思考』」[10]（政策研究フォーラム月刊誌『改革者』、2024年5月号）

## 講座・学会発表

### 講座
- 「戦略論・戦略思想と経営学・ビジネス戦略を「越境」して考える（教養としての戦略学）～軍事領域とMBA的領域の比較～」明治大学リバティアカデミー（2024年11月）[11]
- 「「戦争と倫理・戦略と道徳を考える」(教養としての戦略学) ～「戦争倫理学」「戦争哲学」へのアプローチを通じて戦略的思考を学ぶ～」明治大学リバティアカデミー（2023年12月）[12]
- 「孫子とクラウゼヴィッツの戦略思想を学ぶ（教養としての戦略学）～ナポレオン戦争、大東亜戦争、ウクライナ戦争の現実を通して真摯に考える～」明治大学リバティアカデミー（2023年6月）[13]
- 「教養としての戦略学「古典戦略思想から現代安全保障を考える」」明治大学リバティアカデミー（2022年11月）[14]
- 「教養としての戦略学「『失敗の本質』を軍事・経営戦略の視点から読み解く」」明治大学リバティアカデミー（2022年5月）[15]
- 「教養としての戦略学「失敗の本質と戦略思想」戦略思想のエッセンスを知り、歴史の中で考えて戦略的思考を磨く」明治大学リバティアカデミー（2021年11月）[16]
- 「「教養としての戦略学」～『孫子』「マキャベリ」クラウゼヴィッツ『戦争論』「リデルハート」などを手掛かりに～」明治大学リバティアカデミー（2021年6月）[17]
- 「戦略古典・『孫子』とクラウゼヴィッツ『戦争論』の本質を読み解く～ロングセラー『失敗の本質』を手掛かりにしながら」明治大学リバティアカデミー（2019年5月）[3]
- 「続『孫子』に学ぶ～インテリジェンス・戦略という視点から」明治大学リバティアカデミー（2017年5月）[18]
- 「続・『孫子』に学ぶ～軍師とは何か～」明治大学リバティアカデミー（2014年10月）[19]
- 「『孫子』に学ぶ　―孫正義の「孫の二乗の兵法」を手がかりに―」明治大学リバティアカデミー（2013年10月）[20]

### 学会発表
- 共通テーマ ：「戦略研究と人間本性」 発表テーマ：「人間本性である好戦性と倫理性の営みから「戦略」を考える」 戦略研究学会第22回大会（2024年4月21日）[21]
- 共通テーマ：「ロシア・ウクライナ戦争と国際秩序をめぐる戦略的課題」 発表テーマ：「クラウゼヴィッツ『戦争論』でウクライナ戦争と国際秩序を考える」 戦略研究学会第21回大会（2023年4月23日）[21]
- シンポジウムテーマ：「ウクライナ戦争とクラウゼヴィッツ」 発表テーマ：「クラウゼヴィッツ『戦争論』でウクライナ戦争を考える～政治と軍事の関係を軸に～」2023年度日本クラウゼヴィッツ研究大会（2023年10月7日）[22]
- テーマ：「ウクライナ戦争を、孫子、クラウゼヴィッツ等の戦略思想と共に考えてみる」日本クラウゼヴィッツ学会（2022年12月）[22]
- テーマ：「古典戦略思想の共通点と相違点について」日本クラウゼヴィッツ学会（2021年12）[22]
- 基調講演：「古典としての孫子・クラウゼヴィッツと現代への応用」2021年度日本クラウゼヴィッツ学会研究大会（2021年10月）[22]
- テーマ：「ツキディディスの罠」日本クラウゼヴィッツ学会（2020年12月）[22]
- テーマ：「『失敗の本質』と戦略思想　孫子・クラウゼヴィッツで読み解く日本軍の敗因」日本クラウゼヴィッツ学会（2019年12月）[22]
- テーマ：「古代中国の政軍関係を思想から読み解く（「四書五経」を中心として）」日本クラウゼヴィッツ学会（2018年12月）[22]
- テーマ：「孫子と韓非子の比較～政略・軍略・組織論の観点から」日本クラウゼヴィッツ学会（2018年1月）[22]
- 共通テーマ：「新しいジョミニ」 テーマ：「ジョミニと孫子」日本クラウゼヴィッツ学会2017年度シンポジウム（2017年10月）[22]
- テーマ：「クラウゼヴィッツとカントの政治哲学へのアプローチ」日本クラウゼヴィッツ学会（2016年8月）[22]
- テーマ：「『戦争論』と孫子で考える戦争と経済の関係について」日本クラウゼヴィッツ学会（2015年8月）[22]
- テーマ：「クラウゼヴィッツとカント・孫子と孔子の思想関係」日本クラウゼヴィッツ学会（2014年8月）[22]
- テーマ：「クラウゼヴィッツに与えたカントの影響」日本クラウゼヴィッツ学会（2013年8月）[22]